# Donna Murphy
Pour les articles homonymes, voir Murphy.
Donna Murphy (née le 7 mars 1959) est une actrice et chanteuse américaine, connue pour son travail dans la comédie musicale. Cinq fois nommée aux Tony Awards, elle a remporté deux fois le Tony Award de la meilleure actrice dans une comédie musicale pour ses rôles de Fosca dans Passion (en) (1994-95) et d'Anna Leonowens dans Le Roi et moi (1996-97). Elle a également été nommée pour son rôle en tant que Ruth Sherwood dans Wonderful Town (2003), Lotte Lenya dans LoveMusik (2007) et Bubbie/Raisel dans The People in the Picture (en) (2011).

## Filmographie

### Cinéma
- 1998 : Star Trek : Insurrection : Anij
- 2004 : Spider-Man 2 : Rosalie Octavius
- 2006: World Trade Center : Judy Jonas

### Télévision
- 2008 : New York, unité spéciale (Law and Order: Special Victims Unit) : Dr Raye Massey (saison 10, épisode 5: Refus de soin)
- 2019 : Blacklist : Sophia Quayle (saison 6, épisode 4)
- 2021 : Gossip Girl 2021
- 2022 : The Gilded Age : Caroline Schermerhorn Astor.

## Doublage

### Film d’animation
- 2010 : Raiponce : Mother Gothel